# Кулич (презиме)
Кулич је презиме више познатих особа:
- Марек Кулич (1975), чешки фудбалер